# Línea 2 (Metroplús)
La Línea 2 de Metroplús es una línea pretroncal de autobús de tránsito rápido utilizada como sistema de transporte masivo de mediana capacidad, inaugurada el 22 de abril de 2013. Su trazado atraviesa el municipio de Medellín del suroccidente al nororiente y viceversa, en una longitud total de 13,5 km, a nivel.
Posee una capacidad máxima de 1350 pasajeros hora sentido, 47 autobuses padrones, un tiempo de recorrido de 60 minutos, con una frecuencia máxima de 6 minutos entre autobuses y una velocidad comercial de 16 km/h.
Cuenta con diecinueve estaciones y dos paradas, dos estaciones con integración a otras líneas y comparte además catorce estaciones con la Línea 1 del Metroplús, todas a nivel. Sirve directamente a la comuna de Belén con ocho estaciones, a la comuna de La Candelaria con cinco estaciones y dos paradas y a la comuna de Aranjuez con seis estaciones.

## Historia
La línea fue inaugurada originalmente en 2013 como una pretroncal, complementaria a la línea 1, que seguía gran parte de su recorrido y que solo se desprendía de ella en el centro de la ciudad.
La ruta anteriormente atravesaba por la parte norte de la Avenida Oriental llegando hasta la estación Prado del metro, y posteriormente hasta la estación Hospital en donde continuaba su recorrido junto a la línea 1 hasta Aranjuez; sin embargo, en el año 2019 se planteó el proyecto de las ecoestaciones de la Avenida Oriental, una mejora a la línea pues además de convertir a las paradas en estaciones, implementaba también carriles exclusivos por donde atravesaba la línea que, además, modificó su trazado ahora sin intersectar con las estaciones Prado ni Hospital sino traspasando el barrio de Prado mediante las carreras 47 y 48 dependiendo del sentido de circulación añadiendo una pequeña parada y luego llegando hasta la estación Palos Verdes en donde actualmente continúa su recorrido conjunto a la línea 1. La remodelación se inauguró en julio de 2021.
Aunque en la dirección hacia la Universidad de Medellín, la línea 2 se desvía de los carriles exclusivos luego de la estación Gardel, haciendo que en Palos Verdes exista una parada específica para esa dirección, esto con el fin de tomar más fácilmente la Carrera 48, vialidad que posee dirección norte-sur hasta llegar a la Avenida Oriental.
En el 2022 toda la flota de la línea contaba ya con el 100% de buses eléctricos, lo anterior resultado de una iniciativa fomentada por la Secretaría de Movilidad de Medellín que buscaba reducir la contaminación de la ciudad a través de una movilidad más sostenible.

## Recorrido y estaciones

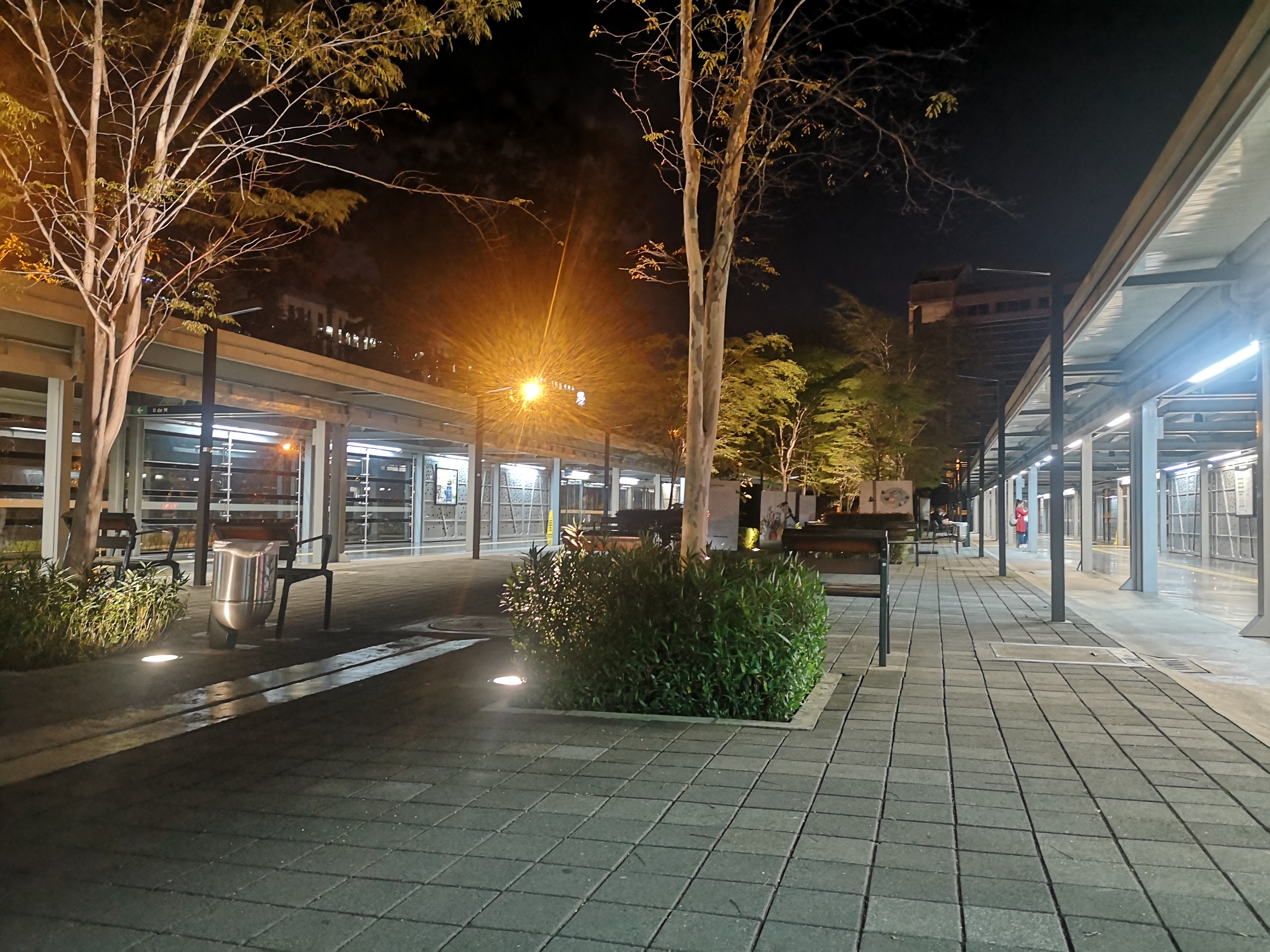
Vista nocturna de la estación Industriales

La línea comienza en un área circundante a la Universidad de Medellín, transcurre por toda la Calle 30 hasta la altura de la Avenida Guayabal, en donde los carriles exclusivos toman un deprimido para poder dirigirse a la estación Industriales. Luego de este punto, deja de tener carriles exclusivos para así atravesar el Río Medellín por la Avenida Pintuco o Calle 29 tomando esta vía hasta la intersección a desnivel con la Avenida El Poblado para dirigirse por esta última al centro de la ciudad.
Ya en la Avenida Oriental, la línea posee algunas estaciones propias y nuevamente carriles exclusivos, además de intersecar con el Tranvía para más adelante desviar su ruta por las Carreras 47 y 48 dependiendo de la dirección a la que vaya el bus. Atraviesa el Barrio Prado teniendo una parada sencilla en él, y luego se integra a los carriles exclusivos a la altura de la Estación Palos Verdes y seguir su recorrido conjunto con la línea 1 por la Carrera 45 hasta la estación Berlín en donde gira por la Calle 93 hasta finalmente llegar al Parque de Aranjuez.
Las estaciones de la Línea 2 de Metroplús de occidente a nororiente son:
- Estación Universidad de Medellín
- Estación Los Alpes
- Estación La Palma
- Estación Parque de Belén
- Estación Rosales
- Estación Fátima
- Estación Nutibara
- Estación Industriales
- Parada Barrio Colombia
- Estación Perpetuo Socorro
- Estación Barrio Colón
- Estación San José
- Estación La Playa
- Estación Catedral Metropolitana
- Parada Prado
- Estación Palos Verdes
- Estación Gardel
- Estación Manrique
- Estación Las Esmeraldas
- Estación Berlín
- Estación Parque de Aranjuez